# Aamras

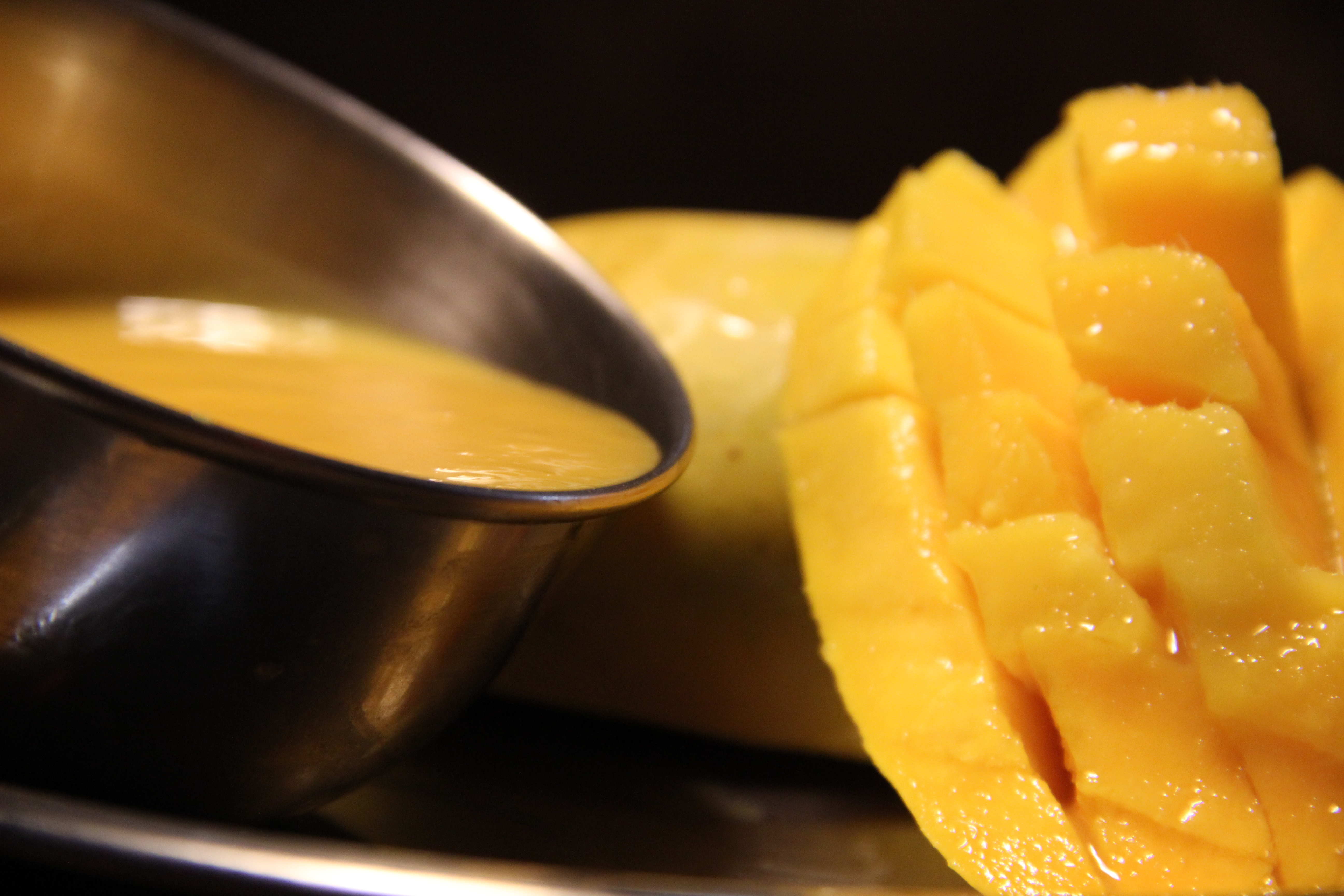
Aamras

Aamras är en indisk efterrätt av massan från frukten mango som körs i matberedare till en slät puré. Purén vänds ned i grädde tillsammans med kardemumma och vaniljsocker. Efter att den kylts någon timme serveras den med dekoration av stjärnanis.